# Jutungos

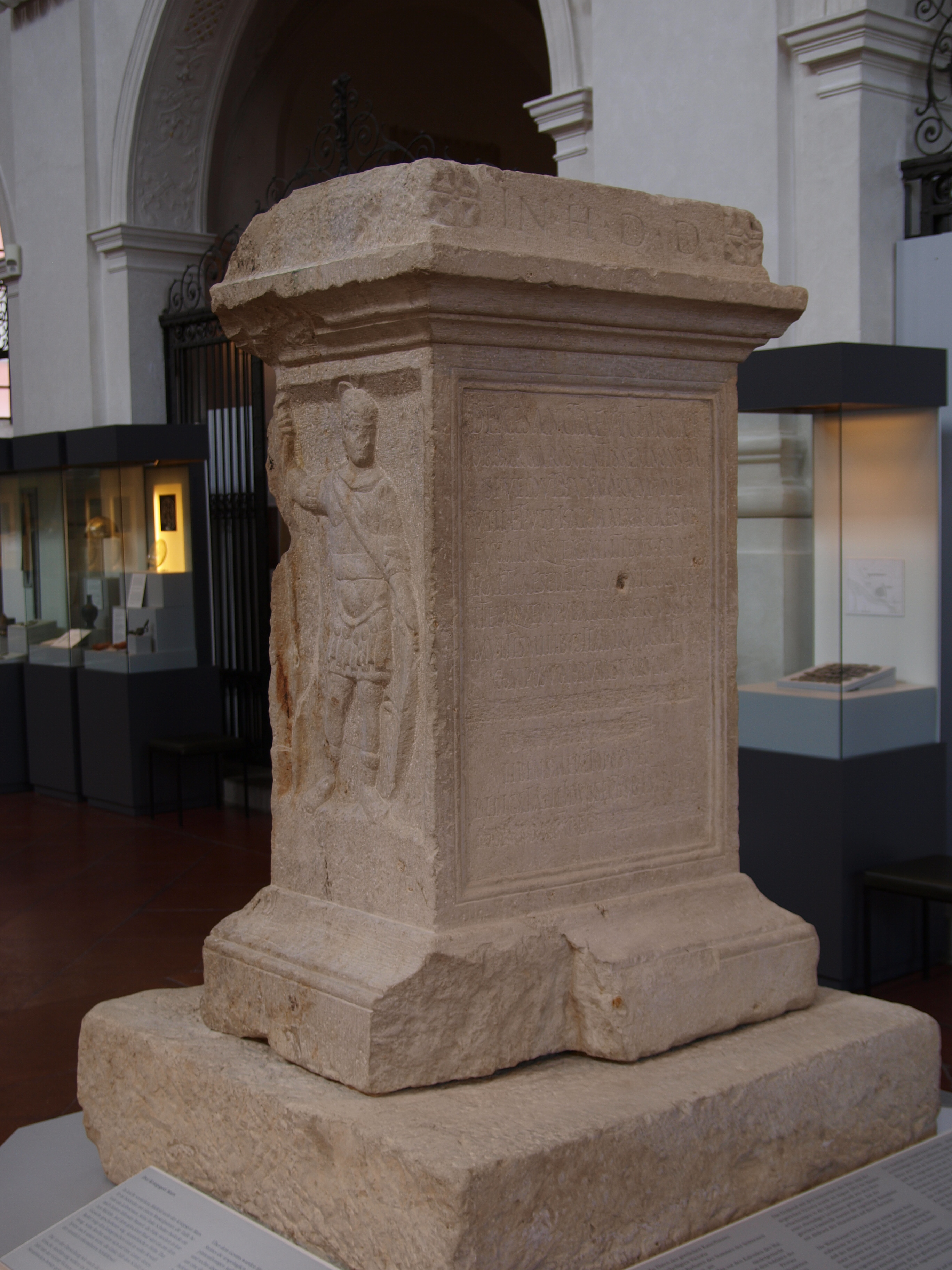
Memorial en Augsburgo

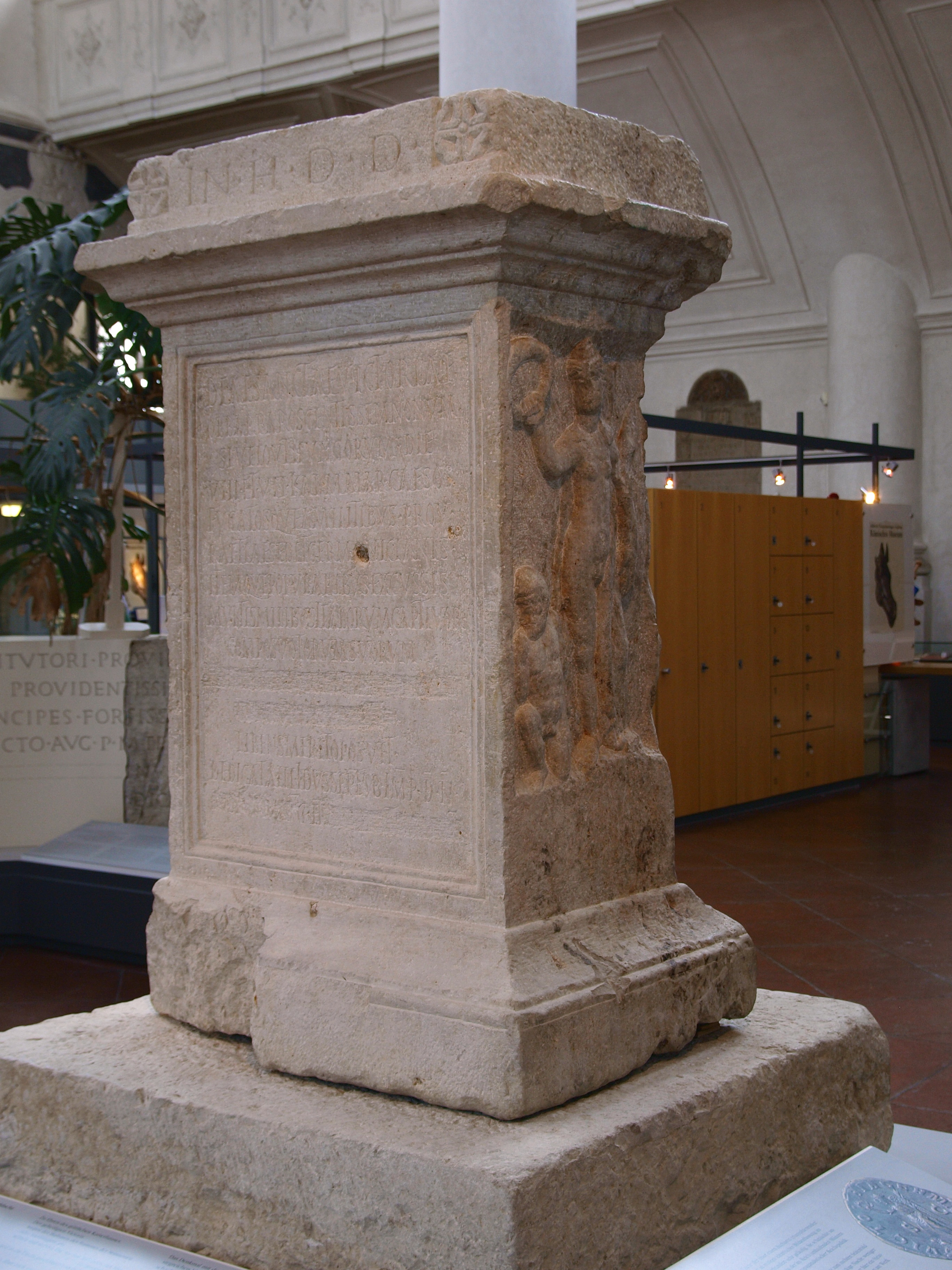
Memorial en Augsburgo

Los jutungos (en alemán, Juthungen, en griego Iouthungoi, en latín Iuthungi) fueron una tribu de los alamanes en la región al norte de los ríos Danubio y Altmühl en el moderno estado alemán de Baviera.

## Historia
La tribu es mencionada por los historiadores romanos Dexipo y Amiano Marcelino. Al parecer, su nombre derivaría etimológicamente de la palabra "descendientes" y haría referencia a la antigua tribu sueva de los senones.
Los jutungos invadieron Italia en 259-260, pero al regresar de allí fueron derrotados cerca de Augsburgo el 24 o 25 de abril de 260 por Marco Simplicinio Genialis, según figura en una piedra memorial encontrada en 1992. Entre 356 y 358 los jutungos y los alamanes invadieron la provincia de Recia y destruyeron Castra Regina, la capital romana de la provincia y el mayor campamento militar romano en Germania del sur, con inmensas murallas y un poblado. Una segunda invasión de Recia en 383 fue repelida por un ejército de alanos y hunos. Entre 429 y 431 el general romano Aecio también luchó contra los jutungos en Recia.